# پوینتون-ویت-وورث
latitudeپوینتون-ویت-وورثlongitudeپوینتون-ویت-وورث
پوینتون-ویت-وورث (به انگلیسی: Poynton) یک روستا در بریتانیا است که در Cheshire East واقع شده‌است.

## خصوصیات
پوینتون-ویت-وورث ۱۴٬۴۳۳ نفر جمعیت دارد.

## خواهرخوانده
شهر ایرد خواهرخواندهٔ پوینتون-ویت-وورث هست.